# Акулово (Волоколамский район)
Акулово — деревня в Волоколамском районе Московской области России, входит в состав сельского поселения Спасское. Население — 12 чел. (2010).
Получила название от личного имени Окул («плут, хвастун») или от фамилии Окулов.

## География
Деревня Акулово расположена на западе Московской области, в южной части Волоколамского района, примерно в 15 км к югу от города Волоколамска, у истока впадающей в Рузское водохранилище реки Педни. К деревне приписано садоводческое товарищество. Ближайшие населённые пункты — деревни Карабузино, Вишенки и Бутаково.

## Население
| 1859 | 1890 | 1899 | 1926 | 2002 | 2006 | 2010 |
| ---- | ---- | ---- | ---- | ---- | ---- | ---- |
| 298  | ↘202 | ↘137 | ↗269 | ↘8   | →8   | ↗12  |

## История
В «Списке населённых мест» 1862 года — владельческая деревня 1-го стана Рузского уезда Московской губернии на просёлочной дороге между Волоколамским и Воскресенским трактами, в 20 верстах от уездного города, при пруде, с 47 дворами и 298 жителями (138 мужчин, 160 женщин).
По данным на 1890 год — деревня Судниковской волости Рузского уезда с 202 душами населения.
В 1913 году — 38 дворов и казённая винная лавка.
По материалам Всесоюзной переписи населения 1926 года — центр Акуловского сельсовета Судниковской волости Волоколамского уезда в 15 км от Осташёвского шоссе и 16 км от станции Волоколамск Балтийской железной дороги. Проживало 269 жителей (119 мужчин, 150 женщин), насчитывалось 56 крестьянских хозяйств, имелась школа.
С 1929 года — населённый пункт в составе Волоколамского района Московского округа Московской области. Постановлением ЦИК и СНК от 23 июля 1930 года округа как административно-территориальные единицы были ликвидированы.
1929—1939, 1957—1963, 1965—1994 гг. — деревня Судниковского сельсовета Волоколамского района.
1939—1957 гг. — деревня Судниковского сельсовета Осташёвского района.
1963—1965 гг. — деревня Судниковского сельсовета Волоколамского укрупнённого сельского района.
1994—2006 гг. — деревня Судниковского сельского округа Волоколамского района.
С 2006 года — деревня сельского поселения Спасское Волоколамского муниципального района Московской области.